# Jenny Lake Boat Concession Facilities
Les Jenny Lake Boat Concession Facilities sont des bâtiments formant un district historique dans le comté de Teton, dans le Wyoming, aux États-Unis. Protégé au sein du parc national de Grand Teton, ce district situé sur la rive sud du lac Jenny comprend notamment un hangar à bateaux datant environ de 1930 ainsi que la Reimer's Cabin, une cabane en rondins construite dans le style rustique du National Park Service en 1937. Il est inscrit au Registre national des lieux historiques depuis le 24 août 1998.